# Taktika (módszer)
A taktika egy olyan elméleti cselekvés vagy rövid cselekvéssorozat, amelynek célja egy rövid távú cél elérése. Ez a cselekvés egy vagy több konkrét feladat formájában valósítható meg. A kifejezést gyakran használják az üzleti életben, tiltakozó csoportok, katonai, kémkedési és rendvédelmi kontextusban, valamint sakkban, sportban vagy más versenytevékenységben.

## Etimológia
A szó az ókori görög τακτικός melléknévből származik, taktikos azt jelenti, ami a rendeletre vonatkozik. A rokon ógörög főnév a τάγμα (tagma), jelentése rendelet, parancs. Mindkét szó a "τάσσω" (tasso) igére vezethető vissza, amely azt jelenti, "sorba állít", "állomásoztat", "kijelöl".

## Különbség a stratégiától
A stratégia egy iránymutatásokat tartalmazó terv, amely egy átfogó cél elérésére szolgál, míg a taktika olyan konkrét cselekvések összessége, amelyek ezen iránymutatások betartására irányulnak.

### Katonai felhasználás
Katonai használatban a katonai taktika egy hadosztálynál nem nagyobb katonai egység által alkalmazott eljárás, amely egy konkrét küldetés végrehajtására és egy meghatározott cél elérésére szolgál, vagy egy konkrét cél felé való előrehaladást biztosít.[forrás?]
A taktika és a stratégia kifejezéseket gyakran összekeverik: a taktika a cél elérésére használt konkrét eszközöket jelenti, míg a stratégia az átfogó hadjárati terv, amely magában foglalhat összetett műveleti mintákat, tevékenységeket és döntéshozatali folyamatokat, amelyek a taktikai végrehajtást irányítják. Az Egyesült Államok Védelmi Minisztériumának katonai szakkifejezéseinek szótára a taktikai szintet a következőképpen határozza meg: "a háború azon szintje, amelyen a harcokat és az összecsapásokat tervezik és hajtják végre a taktikai egységekhez vagy bevetési egységekhez rendelt katonai célok elérése érdekében. Az ezen a szinten végzett tevékenységek a harci elemek egymáshoz és az ellenséghez viszonyított rendezett elrendezésére és manőverezésére összpontosítanak, hogy harci célokat érjenek el."
Például, ha az átfogó cél egy háború megnyerése egy másik ország ellen, az egyik stratégia lehet az, hogy előzetesen megsemmisítjük az ellenfél katonai erejét, hogy aláássuk a háború folytatására való képességüket. A taktika ebben az esetben leírhatja a konkrét helyszíneken végrehajtott specifikus cselekvéseket, mint például meglepetésszerű támadások katonai létesítmények ellen, rakétatámadások az ellenséges fegyverkészletek ellen, és az ezek eléréséhez szükséges technikák részleteit.[forrás?]

## Fordítás
Ez a szócikk részben vagy egészben  a   Tactic (method) című angol Wikipédia-szócikk ezen változatának fordításán alapul.  Az eredeti cikk szerkesztőit annak laptörténete sorolja fel. Ez a jelzés csupán a megfogalmazás eredetét és a szerzői jogokat jelzi, nem szolgál a cikkben szereplő információk forrásmegjelöléseként.